# Бен Данн
Бернард Данн (англ. Bernard Dunne; 11 березня 1949, Корк, Ірландія — 18 листопада 2023, Дубай, ОАЕ) — ірландський бізнесмен. Директор сімейної компанії Dunnes Stores, однієї з найбільших мереж універмагів в Ірландії, володів мережею фітнес-центрів Ben Dunne Gyms.

## Ранні роки
Народився в Корку 11 березня 1949 року в родині Нори Мелоні та Бена Данна, бізнесмена, засновника Dunnes Stores. Він був наймолодшим із шести дітей.

## Кар'єра
З юних років працював у магазинах Dunnes Stores, заснованих його батьком. Піднявся до посади директора компанії, поки його не вигнали члени родини після суперечок 1992 року.

### Викрадення
Уранці в п'ятницю 16 жовтня 1981 року Данн прямував на відкриття нового супермаркету в Портадауні, графство Арма, в цей час його викрала ІRА. Данн їхав на північ, коли автомобіль, що їхав у протилежному напрямку, наздогнав вантажівку та перегородив шлях. Вантажівка зупинилася, Данн повернув й уникнув зіткнення. Вважаючи, що сталася аварія, Данн зупинився і вийшов з машини, щоб допомогти. Інша машина поїхала заднім ходом до нього, і четверо чоловіків, озброєних принаймні однією гвинтівкою, вийшли, оточили Данна, посадили в машину та залишили місце пригоди. Його тримали під вартою сім днів. Звільнили неушкодженим на цвинтарі в Калліганна, графство Арма, після отримання викупу в 1 мільйон фунтів стерлінгів його другом і колегою-бізнесменом Патриком Галлахером. Спочатку він ховався у відкритій могилі, але потім, побоюючись повернення викрадачів, які могли застрелити його та засипати могилу, він виліз назад.

### Арешт у Флориді
1992 року Данна заарештували за зберігання кокаїну та зловживання кокаїном під час відпустки у гольфклубі у Флориді. Його заарештувала поліція після того, як нібито знайшли в номері готелю з наркотиками та повією. Через арешт його усунули від керівництва Dunnes Stores, контроль перейшов до сестри Маргарет Геффернан.

### Суперечки щодо політичних пожертвувань
Данн знову потрапив у скандал у середині 1990-х років, коли виявилося, що він передав великі суми грошей кільком ірландським політикам, переважно з партії Фіанна Файл, включано з тодішнім тишехом Чарльзом Гогі. Він також дав гроші Майклу Лоурі з Фіне Гел. Суддя Браян Маккракен, єдиний член Трибуналу Маккракена, заснованого урядом Ірландії у 1997 році, виявив, що Данн свідомо допомагав Лоурі в ухиленні від сплати податків. Трибунал заявив, що Данн і Гогі мали «дивні та складні» стосунки, причому Данн здійснив щонайменше п'ять платежів Гогі в період з листопада 1987 року до грудня 1991 року на загальну суму 1,3 мільйона ірландських фунтів.
22 березня 2011 року Трибунал Моріарті дійшов висновку щодо стосунків Бена Данна з Майклом Лоурі, що «задуми та спроби з боку Данна та Лоурі, було глибоко корумпованими до такого ступеня, що захоплювало дух»; у звіті йдеться, що Лоурі намагався вплинути на перегляд орендної плати за будівлю, яка частково перебувала у власності Данна.

### Спортзали
Данн керував мережею фітнес-центрів Ben Dunne Gyms, розташованих у Дубліні та Ліверпулі. Він особисто рекламував тренажерні зали на радіо, використовуючи чинне ірландське рекламне законодавство, яке дозволяє пряме порівняння з конкурентами. Данн працював над новим оздоровчим клубом, який мав відкритися в Дан Лері в Дубліні, але відмовився від проєкту через скарги місцевих жителів.
У квітні 2005 року Данн заплатив 3 000 000 фунтів стерлінгів за 85 м² у парку Мотспур, Нью-Молден (Південний Лондон), колишню будівлю футбольного клубу BBC й інших спортивних споруд BBC. Його намір полягав у тому, щоб подати заявку на отримання дозволу на будівництво центру відпочинку та фітнесу, але цього не зробив. Натомість у лютому 2008 року його компанія Barkisland Developments Limited подала заявку на планування до ради Королівського району Кінгстона на Темзі щодо зміни використання спортивного майданчика на цвинтар. Заяву про перетворення колишнього спортивного майданчика BBC на цвинтар відкликали 3 жовтня 2008 року. Швидше за все йому відмовили в дозволі на будівництво. Заперечення подали багато місцевих жителів, спортивні клуби, Sport England і мер Лондона.

### BenDunne.com
2009 року Данн створив онлайн-ринок BenDunne.com, який конкурував з Buy and Sell, DoneDeal і Adverts.ie. Після плавного відкриття сайт працював некоректно: збої, сайт «лягав». Офіційний запуск скасували, а сайт перевели в автономний режим до розв'язання проблем. Його перезапустили 2010 року, але швидко зазнав невдачі. Данн зізнався, що «Інтернет — одна з моїх невдач. Я не можу з цим розібратися. Я не можу змусити людей розміщувати рекламу на BenDunne.com задарма, і я не можу змусити їх платити 3 євро».

## Особисте життя і смерть
Бен Данн був одружений з Мері, у пари народилася дочка та троє синів.
Данн помер у Дубаї 18 листопада 2023 року у віці 74 років від серцевого нападу.